# Pascale Senellart
Pascale Senellart, née Mardon le 21 août 1972 à Corbeil-Essonnes, est une physicienne française. Après avoir réalisé sa thèse au Laboratoire de Microstructures et Microélectronique, puis deux post-doctorats dans des laboratoire de recherche industriels, elle rejoint le CNRS comme chargée de recherche en 2002 au Laboratoire de photonique et nanostructures (LPN), laboratoire qui sera intégré en 2016 au le C2N (Centre de Nanosciences et de Nanotechnologies) du CNRS et de l'Université Paris-Saclay. Elle devient directrice de recherche en 2011 et  professeure chargée de cours à l'École polytechnique en 2014. De 2018 et 2021, elle porte le projet de création du centre quantique de Saclay et du cursus de formation ARTEQ en technologies quantique commun aux établissements d'enseignement supérieur du plateau de Saclay.
Au sein du domaine d'intérêt majeur SIRTEQ dédié aux sciences et technologies quantiques  de la région Ile de France, elle est responsable des activités d'innovation de 2017 à 2022. Elle participe  également  à la task force créée par le gouvernement pour définir le plan quantique français, inauguré  en janvier 2021. Depuis décembre 2023, elle est membre du conseil présidentiel pour la Science auprès du Président Macron.
Ses travaux se concentrent sur l'étude de l'interactions lumière-matière à l'échelle d'atomes et photons individuels. Elle étudie les boîtes quantiques semi-conductrices, des nanostructures semiconductrices constituées de quelques millier d'atomes qui se comportent comme un seul. En les insérant dans des micro cavités optiques, véritables caisses de résonance pour la lumière, elle contrôle le processus d'émission spontanée et peut ainsi générer et manipuler photon par photon. Pascale Senellart est l'auteure de nombreuses innovations[réf. nécessaire] permettant la fabrication contrôlée de sources brillantes de photons uniques et indiscernables ou intriqués en polarisation. En 2017, elle cofonde avec Valérian Giesz et Niccolo Somaschi la startup Quandela, d'abord pour commercialiser une source de photons uniques s'appuyant sur ses travaux de recherche au C2N, puis pour développer un ordinateur quantique à base de photons.

## Biographie
Pascale Senellart est originaire du Loiret où elle fera ses études primaires et secondaires entre Chécy et Orléans. Après avoir préparé les concours d'entrée aux grandes écoles au lycée Louis-le-Grand à Paris, Pascale Senellart intègre l'École polytechnique. Elle suit ensuite le master de physique quantique de l'École normale supérieure (Paris). Pendant sa thèse, elle étudie les propriétés optiques de micro-cavités semi-conductrices en couplage fort et la relaxation stimulée de polaritons en cavité sous la direction de Richard Planel et de Jean-Yves Marzin, en lien étroit avec Jacqueline Bloch.

## Travaux de recherche
En 2005, l'équipe de Pascale Senellart démontre le couplage fort entre une boîte unique et un microdisque . Ce travail est l'un des travaux pionniers démontrant le couplage entre une boîte quantique et une cavité optique.[réf. nécessaire] Néanmoins, la probabilité de coupler une boîte quantique dans une cavité reste limitée par le caractère aléatoire lié à la croissance des boîtes. Elles sont distribuées aléatoirement dans le semi-conducteur et ont toutes des tailles différentes.
Afin d'optimiser le couplage entre des boîtes quantiques placées aléatoirement et des microcavités optiques, Pascale Senellart est amenée à inventer une technique de lithographie in-situ réalisée à température cryogénique en 2008 au sein du LPN. Cette technologie innovante permet de mesurer optiquement la position de boîtes quantiques dans un matériau semi-conducteur avec une précision nanométrique et de fabriquer autour d'elle différentes structures optiques (micropilier, antennes photoniques...). Cette technique a permis notamment la fabrication de sources brillantes de photons intriqués en polarisation . Depuis, son équipe au LPN a développé une expertise dans la fabrication contrôlée de sources brillantes de photons uniques et indiscernables pour l'optique quantique ,. Pascale Senellart reçoit en 2014 la Médaille d'argent du CNRS  notamment pour avoir démontré la fabrication de sources de photons uniques d'efficacité record.
Depuis 2014, Pascale Senellart est professeure chargée de cours au département de physique de l'École polytechnique. Elle y enseigne la mécanique quantique (2014-2024) et l'électrodynamique classique (2015-2016).
Elle est élue membre de l'académie des sciences en décembre 2022 et de l'académie des technologies en 2024.

## Distinctions
- 2009 : Nominée au Prix Jean Jerphagnon
- 2011 : Lauréate de la fondation iXcore pour la recherche
- 2014 : Médaille d'argent du CNRS
- 2014 : Chevalier de l'ordre national du mérite
- 2018 : Fellow de l'Optical Society[9]
- 2020 : Distinguished Lecturer of the Munich Center for Quantum Science and technologies
- 2021: Lauréate du grand prix Mergier-Bourdeix[10] de l'Académie des sciences
- 2022 : Membre de l'académie des sciences
- 2023 : prix Jean Ricard[11] de la Société française de physique
- 2023 : Officier de l'ordre National du mérite
- 2023 : Membre de l'académie des technologies